# گائتانو وارکازیا
گائتانو وارکازیا (ایتالیایی: Gaetano Varcasia؛ ‏ ۶ سپتامبر ۱۹۵۹ – ۱۰ نوامبر ۲۰۱۴) بازیگر و صداپیشه اهل ایتالیا بود.
وی دوبلور رسمی ایتالیایی میکی‌ماوس از سال ۱۹۸۸ تا ۱۹۹۵ بود. او همچنین دوبلور ایتالیایی تیریون لنیستر در سریال بازی تاج‌وتخت، ساول گودمن در سال گودمن و کریس توب در دکتر هاوس بود.